# Ekpor
Ekpor (ou Ekpaw, Nkpo, Ikpaw) est une localité du Cameroun située dans la Région du Sud-Ouest et le département de Manyu. Elle est rattachée administrativement à l'arrondissement de Upper Bayang (Tinto Council) et au canton de Tinto.

## Population
La localité comptait 254 habitants en 1953, puis 344 en 1967, des Banyang. À cette date elle disposait d'une école presbytérienne fondée en 1956 et d'une coopérative (CPMS).
Lors du recensement de 2005, on y a dénombré 388 personnes.